# Луїс Віньяес
Луїс Аугусто Віньяес (порт. Luís Augusto Vinhaes, 10 грудня 1896, Ріо-де-Жанейро, Бразилія — 3 квітня 1960, там само) — бразильський футбольний тренер. Переможець Ліги Каріока.

## Кар'єра тренера
Розпочав тренерську кар'єру, очоливши тренерський штаб клубу «Сан-Крістован».
1929 року став головним тренером команди «Флуміненсе», тренував команду з Ріо-де-Жанейро чотири роки.
Згодом протягом 1931—1934 років очолював тренерський штаб збірної Бразилії. Очолював команду на ЧС-1934 в Італії, де бразильці поступилися іспанцям (1-3) і вирушили додому вже після першого матчу.
Останнім місцем тренерської роботи був клуб «Бангу», головним тренером команди якого Луїс Віньяес був з 1933 по 1934 рік.
Помер 3 квітня 1960 року на 64-му році життя у місті Ріо-де-Жанейро.

## Титули і досягнення
- Переможець Ліги Каріока (1):

«Сан-Крістован»: 1926